# 塞尔维亚联合工会“团结”
塞尔维亚联合工会“团结”（羅馬化：Udruženi sindikati Srbije "Sloga"，缩写为USS Sloga）是塞尔维亚的一个工会和左翼政治组织。该组织成立于2008年，自成立以来一直由热利科·韦塞利诺维奇领导。总部位于贝尔格莱德。从2014年起，该组织一直参加塞尔维亚议会选举。目前，该组织在国民议会有1个席位。该组织是世界工会联合会的成员。